# یخ‌زدگی (فیلم ۲۰۰۵)
«یخ‌زدگی» (انگلیسی: Frostbite (2005 film)) یک فیلم است که در سال ۲۰۰۵ منتشر شد. از بازیگران آن می‌توان به پیتر جیسون، تریسی لورد، و فیل موریس اشاره کرد.